# Hans-Georg Plaut
Hans-Georg Plaut (* 11. Februar 1918 in Hannover; † 2. Januar 1992 in Zermatt) war ein deutscher Unternehmensberater.

## Leben
Plaut verließ kurz vor dem Abitur das Gymnasium. Nach einem Praktikum machte er einen Abschluss in der Fachrichtung Automobil- und Maschinenbau an der Technischen Lehranstalt Weimar. Während des Zweiten Weltkriegs wurde er als Prüfstandsingenieur dienstverpflichtet. Bereits während des Krieges führte er in den Brinker-Eisenwerken eine flexible Plankostenrechnung ein. 
Von 1945 bis 1946 war er Referent für Betriebswirtschaft bei der Industrie- und Handelskammer in Hannover, danach gründete er sein Beratungsunternehmen. Dabei verband er zwei bislang unabhängige Kostenrechnungsmethoden miteinander: Das Grenzkostenprinzip nach Eugen Schmalenbach sowie die in den Vereinigten Staaten bereits in den 1930er Jahren entwickelte Plankostenrechnung. Plaut wurde damit zum Begründer des Begriffes der Grenzplankostenrechnung, welche sich zu einem der Standardinstrumente der Unternehmensführung entwickelte. Die Plaut-Unternehmensberatung war mit eigenen Softwarelösungen zeitweise europaweit Marktführer, bevor sie in den 1980er Jahren von SAP abgelöst wurde.
Plaut wurde 1987 die Ehrendoktorwürde der rechts- und wirtschaftswissenschaftlichen Fakultät der Universität des Saarlandes verliehen. Im darauf folgenden Jahr folgte das Bundesverdienstkreuz. Die Plaut'sche Privatstiftung vergibt zusammen mit der Fakultät für Betriebswirtschaftslehre der Ludwig-Maximilians-Universität München den Hans-Georg Plaut-Wissenschaftspreis für besondere wissenschaftliche oder praxisorientierte Arbeiten der Betriebswirtschaftslehre.